# Sasa
Sasa je rod rostlin patřící do čeledě lipnicovité (Poaceae).

## Použití
Některé druhy tohoto rodu lze použít v ČR jako okrasné rostliny. Lze ji použít jako podrost. Má sbírkový význam.